# محلاق

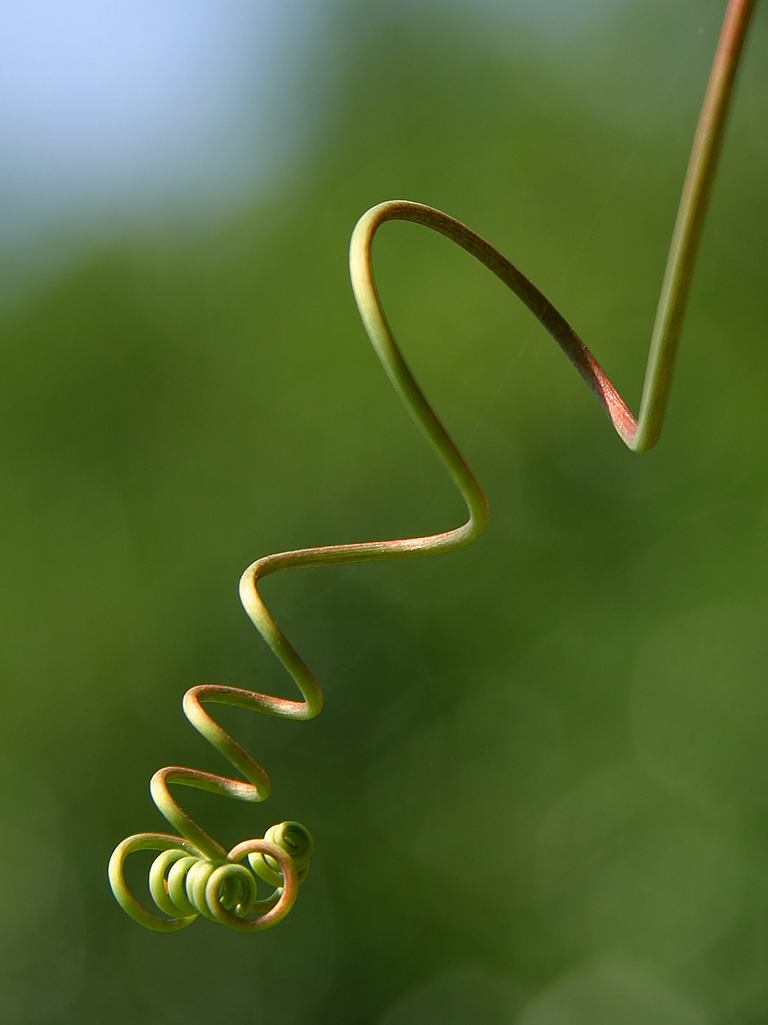
محلاق نبات متسلق

المِحْلاَقُ (جمعها مَحَالِقُ ومَحَالِيقُ) أو الحالق أو العَنَم أو العَطْفَة أو المِعلاق أو العَنَمة عضو نباتي ذو شكل لولبي تستعمله بعض أنواع النباتات المتسلقة للتعلق على دعامة (حائط أو صخرة أو حتى نبتة أخرى أو شجرة). علميًا المحلاق عبارة عن ساق أو ورقة متحورة. من أمثلة النباتات التي تستعمل هذا العضو الخيار والكرمة والبازلاء. تسمى مثل هذه الأوراق والنبات أرْشيَّة.

محلاق خيار بري

## معرض صور

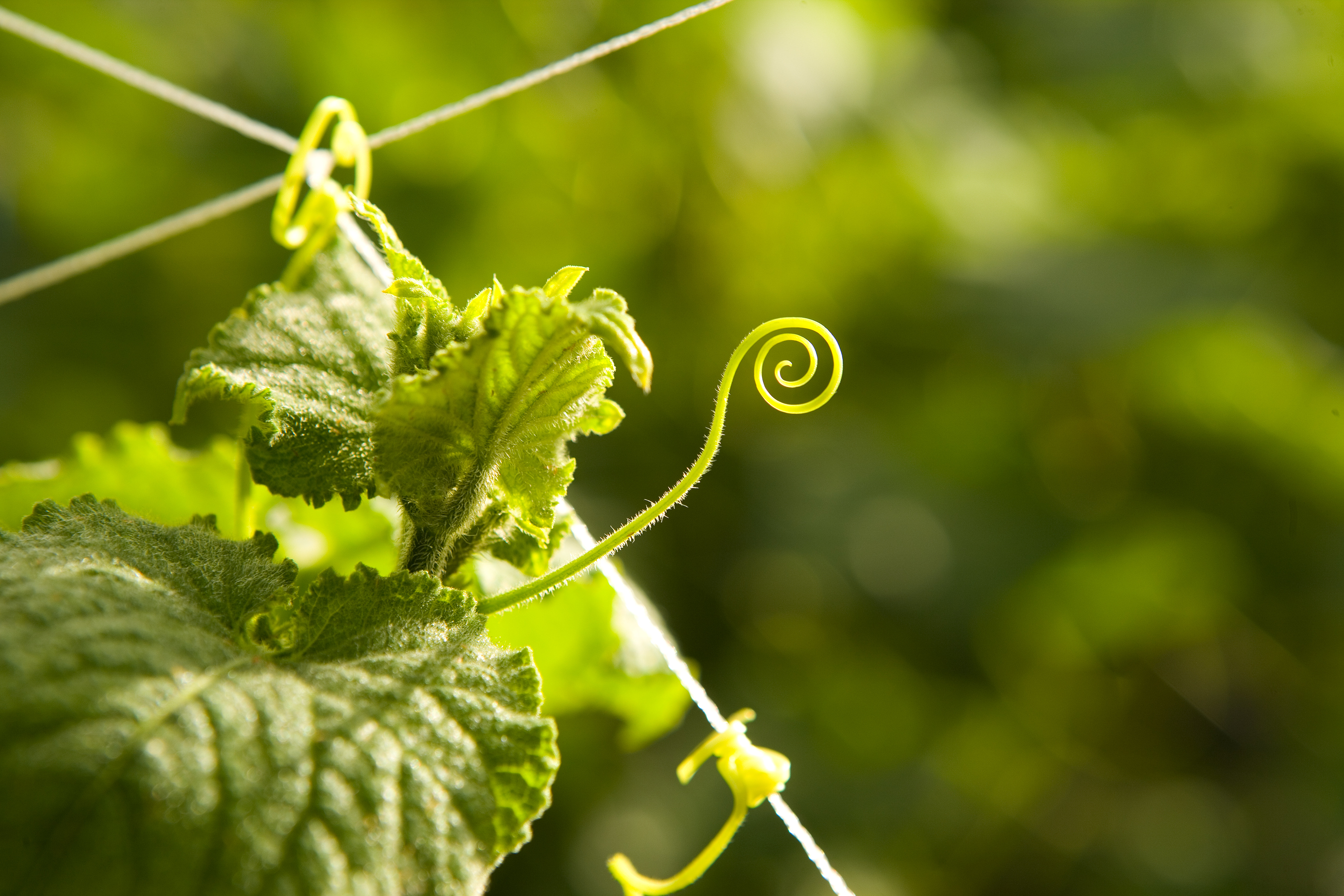
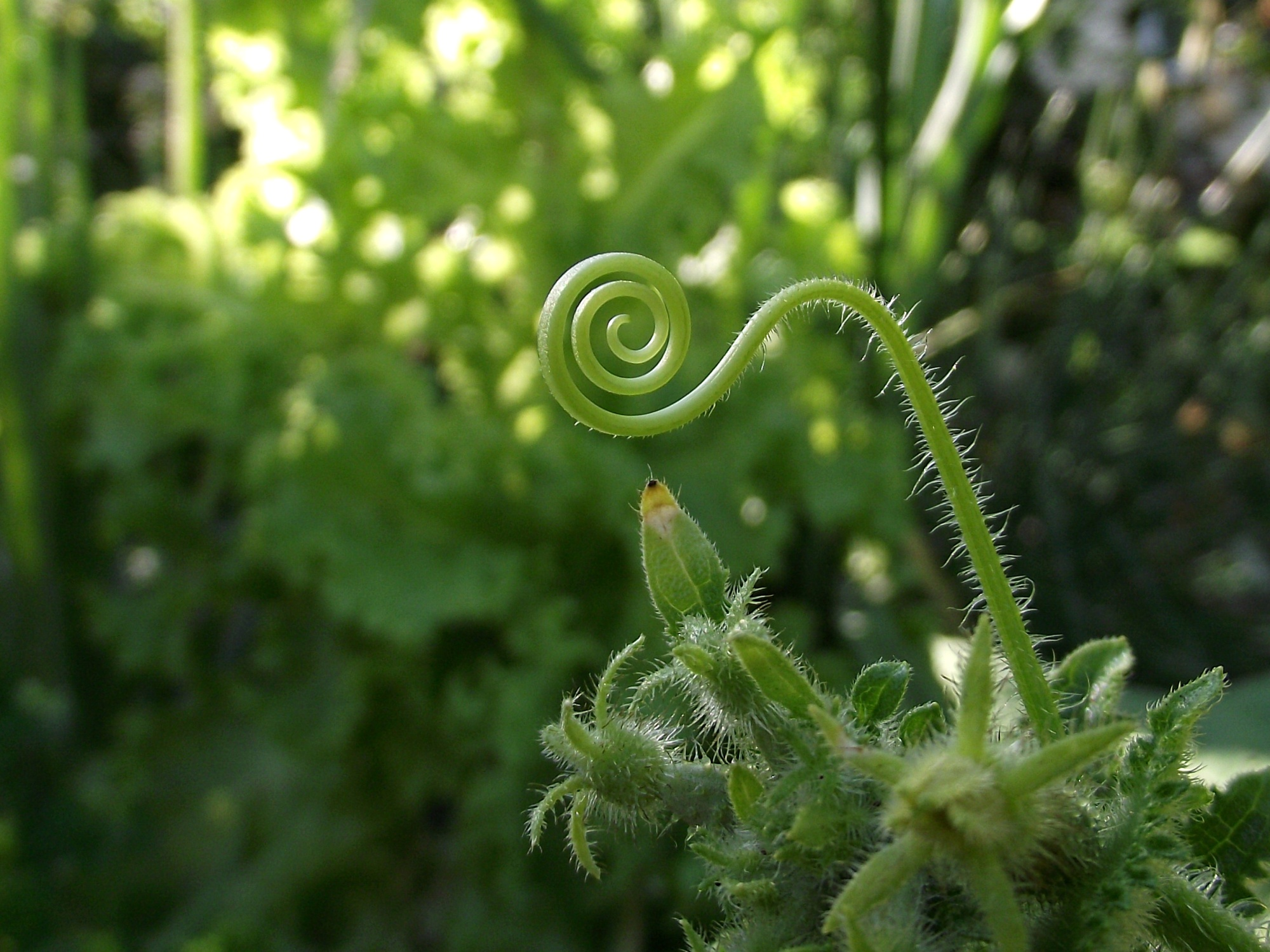
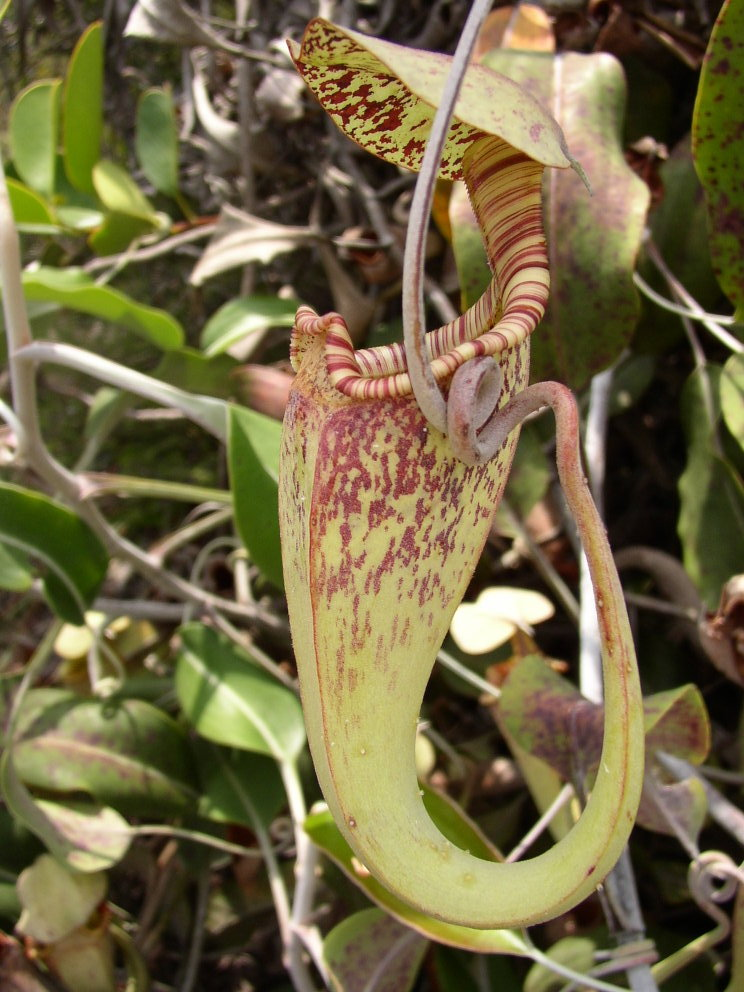